# 국도 제29호선
국도 제29호선 (보성~서산선, 國道第二十九號 寶城瑞山線)은 전라남도 보성군 미력면 보성 나들목에서 충청남도 서산시 대산읍 독곶리를 연결하는 대한민국의 일반 국도이다.

## 연혁
- 1981년 3월 14일: 국도 제29호선 장동~대산선 신설[1]
- 1981년 4월 16일: 국도로 승격된 서천군 화양면 옥포리~서산군 대산면 독곳리 153.922 km 구간 개통[2]
- 1981년 5월 30일: 대통령령 제10247호 일반국도노선지정령 개정에 따라 신설된 373 km 구간으로 도로구역 결정[3]
- 1981년 8월 17일: 국도로 승격된 장흥군 장흥읍 대산리~화순군 화순읍 훈리 46.247 km 구간, 화순군 동면 경치리~담양군 담양읍 천변리 44.528 km 구간, 담양군 담양읍 객사리~용면 용치리 19.04 km 구간 개통[4]
- 1986년 5월 22일: 노선 지정 변경으로 인해 전라남도 화순군 동복면 천변리~북면 수리 8.7 km 구간 도로구역 결정[5]
- 1987년 5월 26일: 기존 국도 구간인 서산군 해미읍 읍내리, 서산군 서산읍 석림리~읍내리, 서산군 대산면 대산리, 부여군 규암면 외리 구간 폐지[6]
- 1987년 9월 11일: 부여군 장암면 석동리 520m 구간 개통, 기존 700m 구간 폐지[7]
- 1990년 10월 30일: 시점을 '전라남도 장흥군 장동면'에서 '전라남도 보성군 미력면'으로 변경함. 이에 따라 '보성~대산선'이 됨.[8]
- 1994년 12월 22일: 부여군 양화면 입포리~서천군 마서면 도삼리 21.5 km 구간 개통 및 기존 부여군 양화면 입포리 200m 구간과 서천군 한산면 동산리 700m 구간 폐지, 부여군 장암면 석동리 1.2 km 구간 개통 및 기존 900m 구간 폐지[9]
- 1995년 2월 18일: 청양군 청양읍 벽천리~학당리 2.75 km 구간 개통, 기존 2.16 km 구간 폐지[10]
- 1996년 7월 1일: 종점을 '충청남도 서산군 대산면'에서 '충청남도 서산시 대산읍'으로 변경함. 이에 따라 '보성~서산선'이 됨.[11]
- 1996년 7월 3일: 서산시 예천동~지곡면 화천리 11.8 km 구간 개통, 기존 5.82 km 구간 폐지[12]
- 1997년 1월: 제1신덕교(김제시 부량면 용성리~월촌동) 900m 구간 재개축 개통[13]
- 1997년 9월 26일: 서산시 지곡면 화천리~대산읍 독곶리 21 km 구간 개통, 기존 구간 폐지[14]
- 1997년 12월 10일: 예산군 광시면 하장대리~청양군 비봉면 장대리 1.48 km 구간 개통, 기존 1.6 km 구간 폐지[15]
- 1998년 12월 30일: 정읍시 고부면 입석리~장문리 1.62 km 구간 개통[16]
- 1999년 1월 8일: 덕안지구 위험도로(정읍시 고부면 덕안리~입석리) 680m 구간 개량 개통, 기존 730m 구간 폐지[17]
- 1999년 11월 8일: 서산시 해미면 휴암리~수석동 11.22 km 구간 개통[18]
- 1999년 12월 10일: 군포교(부안군 백산면 봉석리~김제시 부량면 옥정리) 2.8 km 구간 가설 개통 및 기존 2.54 km 구간 폐지[19][20]
- 2001년 1월 13일: 홍성~갈산간 도로(홍성군 홍성읍 옥암리~갈산면 운곡리) 11.58 km 구간 확장 개통, 기존 12.6 km 구간 폐지[21]
- 2001년 9월 27일: 화순군 능주면 정남리~화순읍 이십곡리 9.58 km 구간 확장 개통[22], 화순군 이양면 강성리~춘양면 용두리 1.4 km 구간 확장 개통[23]
- 2001년 9월 28일: 부여군 임천면 만사리~군사리 2.86 km 구간 확장 개통[24]
- 2002년 6월 30일: 화순군 한천면 모산리~능주면 정남리 3 km 구간 확장 개통[25]
- 2005년 11월 14일: 김제시 백산면 석교리~군산시 대야면 지경리 14.62 km 구간을 자동차 전용도로로 지정[26], 군산시 개정면 옥석리~운회리 1.9 km 구간을 자동차 전용도로로 지정[27]
- 2005년 12월 22일: 군산시 개정면 운회리~성산면 성덕리 6.47 km 구간 확장 개통[28]
- 2007년 4월 30일: 김제시 서암동~군산시 대야면 지경리 구간 확장 개통[29]
- 2008년 12월 31일: 홍성남부우회도로(홍성군 홍성읍 고암리~구항면 황곡리) 6.5 km 구간 신설 개통, 기존 홍성읍내를 통과하는 홍성군 홍성읍 고암리~옥암리 4.2 km 구간 폐지[30]
- 2009년 1월 23일: 보성군 미력면 덕림리~노동면 신천리 5.5 km 구간 확장 개통[31]
- 2009년 5월 22일: 보성군 노동면 신천리~화순군 이양면 매정리 4.6 km 구간 임시 개통[32]
- 2009년 7월 28일: 보성군 미력면 덕림리~화순군 이양면 매정리 10.14 km 구간 확장 개통, 기존 보성군 미력면 도개리~노동면 신천리 5.26 km 구간 폐지[33]
- 2009년 12월 9일: 화순군 춘양면 용두리~한천면 모산리 4.6 km 구간 확장 개통[34]
- 2009년 12월 31일: 고북우회도로(서산시 고북면 신송리~신상리) 4.2 km 구간 확장 개통, 기존 서산시 고북면 양천리~기포리 2.9 km 구간 폐지[35]
- 2010년 1월 11일: 부안 백산우회도로(부안군 백산면 평교리~용계리) 2.48 km 구간 확장 개통[36]
- 2010년 2월 12일: 화순군 이양면 금능리~한천면 모산리 8.04 km 구간 확장 개통[37]
- 2010년 4월 26일: 화순군 이양면 매정리~송정리, 품평리 총 3.5 km 구간 임시 개통[38]
- 2010년 11월 11일: 화순군 이양면 매정리~품평리 8.5 km 구간 확장 개통[39]
- 2010년 11월 17일: 부여군 은산면 가중리~홍산리 2.76 km 구간 신설 개통, 기존 부여군 은산면 신대리~홍산리 2.3 km 구간 폐지[40]
- 2012년 12월 1일: 도삼지구 위험도로(서천군 마서면 도삼리) 700m 구간 개량 개통, 기존 구간 폐지[41]
- 2013년 12월 24일: 정읍~신태인간 도로 1공구(정읍시 용계동~영원면 후지리) 9.216 km 구간 확장 개통[42][43]
- 2013년 12월 31일: 삼산~금붕간 도로(정읍시 송산동~금붕동) 1.85 km 구간 확장 개통[44]
- 2014년 1월 29일: 부여군 규암면 내리~은산면 가중리 4.74 km 구간 신설 개통, 기존 부여군 규암면 외리~은산면 신대리 5.47 km 구간 폐지[45]
- 2014년 7월 31일: 홍성군 갈산면 운곡리~서산시 고북면 신송리 5.13 km 구간과 서산시 고북면 신상리~해미면 조산리 2.88 km 구간 확장 개통, 기존 홍성군 갈산면 운곡리~서산시 고북면 신송리 4.8 km 구간 폐지[46]
- 2014년 11월 21일: 화순~광주간 도로 및 신너릿재터널(전라남도 화순군 화순읍 대리 교리 교차로~광주광역시 동구 내남동 내지 교차로) 5.7 km 구간 확장 개통[47][48]
- 2014년 12월 22일: 문흥~보촌간 도로(광주광역시 북구 장등동~전라남도 담양군 고서면 보촌리) 2.1 km 구간 확장 개통[49]
- 2015년 5월 29일: 규암 우회도로(부여군 장암면 원문리~규암면 내리) 2.59 km 구간 신설 개통, 기존 부여군 장암면 석동리~규암면 외리 2.34 km 구간 폐지[50]
- 2015년 12월 31일: 신태인~김제간 도로(정읍시 신태인읍 화호리~김제시 연정동) 7.96 km 구간 신설 개통 및 기존 정읍시 신태인읍 화호리~김제시 서암동 8.9 km 구간 폐지[51]
- 2016년 12월 30일: 청양~홍성간 도로(청양군 청양읍 군량리~홍성군 홍성읍 고암리) 23.4 km 구간 확장 개통 및 기존 청양군 청양읍 벽천리~홍성군 홍성읍 구룡리 총 12.72 km 구간 폐지[52][53], 서산~황금산간 도로(서산시 대산읍 독곶리) 1.86 km 구간 신설 개통[54][55]
- 2018년 12월 26일: 정읍 부전~순창 쌍치간 도로(순창군 쌍치면 신성리~정읍시 부전동) 7.36 km 구간 개량 개통 및 기존 순창군 쌍치면 종곡리~방산리 1.95 km 구간과 정읍시 부전동 총 5.52 km 구간 폐지[56]
- 2019년 12월 31일: 순창 쌍치지내 도로(순창군 쌍치면 금평리~신성리) 6.44 km 구간 확장 개통 및 기존 순창군 쌍치면 금평리~옥산리 760m 구간 폐지[57]
- 2020년 6월 26일: 정읍~신태인간 도로 2공구(정읍시 영원면 후지리~부안군 백산면 평교리) 7.52km 구간 확장 개통 및 기존 8.9km 구간 폐지[58]
- 2021년 5월 31일: 연정교차로(김제시 명덕동) 연결 교차로 300m 구간 신설 개통[59]
- 2024년 8월 2일: 전라북도 정읍시 구간 노선 변경.[60]
- 2025년 7월 11일: 전라남도 담양군 담양읍 구간 경유지 변경.

## 주요 경유지
전라남도
- 보성군 (미력면 · 노동면) - 화순군 (이양면 · 청풍면 · 춘양면 · 한천면 · 능주면 · 화순읍)

광주광역시
- 동구 (선교동 · 내남동 · 월남동 · 소태동 · 학동 · 서석동 · 동명동 · 지산동 · 산수동) - 북구 (풍향동 · 우산동 · 두암동 · 각화동 · 문흥동 · 장등동 · 망월동)

전라남도
- 담양군 (고서면 · 봉산면 · 무정면 · 담양읍 · 용면)

전북특별자치도
- 순창군 (복흥면 · 쌍치면) - 정읍시 (부전동 · 금붕동 · 송산동 · 상동 · 시기동 · 상동 · 시기동 · 연지동 · 하모동 · 연지동 · 공평동 · 용계동 · 고부면 · 영원면) - 부안군 백산면 - 김제시 부량면 - 정읍시 신태인읍 - 김제시 (부량면 · 신덕동 · 장화동 · 입석동 · 교동 · 갈공동 · 서암동 · 갈공동 · 백산면 · 만경읍 · 청하면 · 만경읍 · 청하면) - 군산시 (대야면 · 개정면 · 성산면)

충청남도
- 서천군 (마서면 · 화양면 · 기산면 · 한산면) - 부여군 (양화면 · 임천면 · 장암면 · 규암면 · 은산면) - 청양군 (남양면 · 청양읍 · 비봉면) - 예산군 광시면 - 홍성군 (장곡면 · 홍동면 · 홍성읍 · 구항면 · 갈산면) - 서산시 (고북면 · 해미면 · 음암면 · 수석동 · 석림동 · 석남동 · 예천동 · 읍내동 · 인지면 · 갈산동 · 성연면 · 지곡면 · 대산읍)

## 노선
- (■): 자동차 전용도로 구간

### 전라남도
| 이름                              | 접속 노선                                                    | 소재지               | 소재지                                   | 비고                                                                              |
| 국도 제18호선과 직결              | 국도 제18호선과 직결                                         | 국도 제18호선과 직결 | 국도 제18호선과 직결                     | 국도 제18호선과 직결                                                              |
| --------------------------------- | ------------------------------------------------------------ | -------------------- | ---------------------------------------- | --------------------------------------------------------------------------------- |
| 보성 나들목 (춘정 교차로)         | 10호선 남해고속도로 국도 제18호선 (송재로) (화보로)          | 보성군               | 미력면                                   | 시점                                                                              |
| 춘정1교 춘정2교 중촌1교 중촌2교   |                                                              | 보성군               | 미력면                                   |                                                                                   |
| 녹차터널                          |                                                              | 보성군               | 미력면                                   | 상행 연장 335m 하행 연장 365m                                                     |
| 녹차터널                          | 노동면                                                       | 보성군               |                                          | 상행 연장 335m 하행 연장 365m                                                     |
| 학동과선교 신천교                 |                                                              | 보성군               |                                          |                                                                                   |
| 신기 교차로                       | 예재로                                                       | 보성군               |                                          |                                                                                   |
| 예재터널                          |                                                              | 보성군               | 상행 연장 830m 하행 연장 740m            |                                                                                   |
| 예재터널                          |                                                              | 화순군               | 상행 연장 830m 하행 연장 740m            | 이양면                                                                            |
| 분자과선교(상행) 람덕과선교(하행) |                                                              | 화순군               |                                          | 이양면                                                                            |
| 람덕터널(상행)                    |                                                              | 화순군               | 연장 570m                                | 이양면                                                                            |
| 괴화 교차로                       | 구례동길 괴화동길                                            | 화순군               |                                          | 이양면                                                                            |
| 매정1교                           |                                                              | 화순군               |                                          | 이양면                                                                            |
| 구 쌍봉 교차로                    | 지방도 제843호선 (쌍산의로)                                  | 화순군               | 상행만 진출입 가능                       | 이양면                                                                            |
| 매정2교 매정3교                   |                                                              | 화순군               |                                          | 이양면                                                                            |
| 송정졸음쉼터                      |                                                              | 화순군               | 하행 전용                                | 이양면                                                                            |
| 기운1교 기운2교                   |                                                              | 화순군               |                                          | 이양면                                                                            |
| 송정 교차로                       | 학포로                                                       | 화순군               |                                          | 이양면                                                                            |
| 이양터널                          |                                                              | 화순군               | 연장 445m                                | 이양면                                                                            |
| 이양교                            |                                                              | 화순군               |                                          | 이양면                                                                            |
| (터널 이름 미상)                  |                                                              | 화순군               | 연장 100m                                | 이양면                                                                            |
| 옥연교 서당교 오류교              |                                                              | 화순군               |                                          | 이양면                                                                            |
| 이양 교차로                       | 지방도 제839호선 (학포로)                                    | 화순군               |                                          | 이양면                                                                            |
| 금능 교차로                       | 국가지원지방도 제58호선 (개기로)                             | 화순군               | 국가지원지방도 제58호선과 중복           | 이양면                                                                            |
| 금능교                            |                                                              | 화순군               | 국가지원지방도 제58호선과 중복           | 이양면                                                                            |
| 입교                              |                                                              | 화순군               | 국가지원지방도 제58호선과 중복           | 이양면                                                                            |
|                                   | 청풍면                                                       | 화순군               | 국가지원지방도 제58호선과 중복           |                                                                                   |
| 입교 교차로                       | 차풍로 학포로                                                | 화순군               | 국가지원지방도 제58호선과 중복           |                                                                                   |
| 용두교                            |                                                              | 화순군               | 국가지원지방도 제58호선과 중복           | 춘양면                                                                            |
| 용두터널                          |                                                              | 화순군               | 국가지원지방도 제58호선과 중복 연장 280m | 춘양면                                                                            |
| 우봉교                            |                                                              | 화순군               | 국가지원지방도 제58호선과 중복           | 춘양면                                                                            |
| 석정 교차로                       | 국가지원지방도 제58호선 (개천로)                             | 화순군               | 국가지원지방도 제58호선과 중복           | 춘양면                                                                            |
| 춘양 교차로                       | 지방도 제818호선 (춘양로)                                    | 화순군               | 상행 진출 불가 하행 진입 불가            | 춘양면                                                                            |
| 광대교                            |                                                              | 화순군               |                                          | 춘양면                                                                            |
| 도산교                            |                                                              | 화순군               |                                          | 춘양면                                                                            |
|                                   | 한천면                                                       | 화순군               |                                          |                                                                                   |
| 모산 교차로 (모산2교)             | 지방도 제822호선 (학포로)                                    | 화순군               |                                          |                                                                                   |
| 공림사지교                        |                                                              | 화순군               |                                          |                                                                                   |
| 지석천1교                         |                                                              | 화순군               |                                          |                                                                                   |
|                                   | 능주면                                                       | 화순군               |                                          |                                                                                   |
| 능주철도육교                      |                                                              | 화순군               |                                          |                                                                                   |
| 능주 교차로                       | 학포로                                                       | 화순군               |                                          |                                                                                   |
| 지석천2교                         |                                                              | 화순군               |                                          |                                                                                   |
| 만수교                            | 학포로                                                       | 화순군               | 상행 진출 불가 하행 진입 불가            |                                                                                   |
| 백암교                            | 학포로 백암길                                                | 화순군               |                                          |                                                                                   |
| 백암 교차로                       | 학포로                                                       | 화순군               | 화순읍                                   |                                                                                   |
| 내평교 연양철도육교               |                                                              | 화순군               | 화순읍                                   |                                                                                   |
| 화순 나들목                       | 국도 제22호선 (화순로)                                       | 화순군               | 화순읍                                   | 국도 제22호선과 중복                                                              |
| 화순천교                          |                                                              | 화순군               | 화순읍                                   | 국도 제22호선과 중복                                                              |
| 화순소방서                        | 학포로                                                       | 화순군               | 화순읍                                   | 대리교 구간 국도 제22호선과 중복                                                  |
| 대리2 교차로                      | 국가지원지방도 제55호선 (오성로) 서양로 칠충로               | 화순군               | 화순읍                                   | 대리교 구간 국도 제22호선과 중복 국가지원지방도 제55호선과 중복                   |
| 대리1교                           | 대동길 한고을길                                              | 화순군               | 화순읍                                   | 국도 제22호선과 중복 국가지원지방도 제55호선과 중복                               |
| 교리 나들목                       | 국도 제22호선 국가지원지방도 제55호선 (화보로) 서양로 쌍충로 | 화순군               | 화순읍                                   | 국도 제22호선과 중복 국가지원지방도 제55호선과 중복 상행 진출 불가 하행 진입 불가 |
| 신너릿재터널                      |                                                              | 화순군               | 화순읍                                   | 상행 연장 760m 하행 연장 770m                                                     |

이전 노선 (2014년 이전 노선)
- 화순군 교리 나들목 - 너릿재터널(상행 615m, 하행 420m)

### 광주광역시
| 이름                                       | 접속 노선                                               | 소재지                                                                                                   | 소재지                                                                              | 비고                                                   |
| ------------------------------------------ | ------------------------------------------------------- | --- | ----------------------------------------------------------------------------------- | ------------------------------------------------------ |
| 신너릿재터널                               |                                                         | 광주광역시                                                                                               | 동구                                                                                | 상행 연장 760m 하행 연장 770m                          |
| 내지 교차로                                | 국도 제22호선 국가지원지방도 제55호선 (남문로)          | 광주광역시                                                                                               | 동구                                                                                | 국도 제22호선과 중복 국가지원지방도 제55호선과 중복    |
| 지원 교차로                                | 제2순환로                                               | 광주광역시                                                                                               | 동구                                                                                | 국도 제22호선과 중복 국가지원지방도 제55호선과 중복    |
| 지원2동 행정복지센터                       |                                                         | 광주광역시                                                                                               | 동구                                                                                | 국도 제22호선과 중복 국가지원지방도 제55호선과 중복    |
| 소태역 교차로 (소태역시외버스정류소)       | 지원로 남문로587번길                                    | 광주광역시                                                                                               | 동구                                                                                | 국도 제22호선과 중복 국가지원지방도 제55호선과 중복    |
| 지원1동주민센터 동구문화센터               |                                                         | 광주광역시                                                                                               | 동구                                                                                | 국도 제22호선과 중복 국가지원지방도 제55호선과 중복    |
| 원지교 교차로                              | 중심천로 광주광역시도 제12호선 (천변우로)               | 광주광역시                                                                                               | 동구                                                                                | 국도 제22호선과 중복 국가지원지방도 제55호선과 중복    |
| 학동삼거리 (학동·증심사입구역)             | 의재로 남문로701번길                                    | 광주광역시                                                                                               | 동구                                                                                | 국도 제22호선과 중복 국가지원지방도 제55호선과 중복    |
| 학동시외버스정류소                         |                                                         | 광주광역시                                                                                               | 동구                                                                                | 국도 제22호선과 중복 국가지원지방도 제55호선과 중복    |
| 남광주 교차로 (남광주역)                   | 국도 제22호선 국가지원지방도 제60호선 (대남대로) 제봉로 | 광주광역시                                                                                               | 동구                                                                                | 국도 제22호선과 중복 국가지원지방도 제55호선과 중복    |
| 조선대입구 (조선대학교)                    | 서남로                                                  | 광주광역시                                                                                               | 동구                                                                                | 국가지원지방도 제55, 60호선과 중복                     |
| 지산사거리                                 | 동명로                                                  | 광주광역시                                                                                               | 동구                                                                                | 국가지원지방도 제55, 60호선과 중복                     |
| 산수오거리                                 | 경양로 광주광역시도 제5호선 (무등로)                    | 광주광역시                                                                                               | 동구                                                                                | 국가지원지방도 제55, 60호선과 중복                     |
| 두암지구입구                               | 갈마로                                                  | 광주광역시                                                                                               | 동구                                                                                | 국가지원지방도 제55, 60호선과 중복                     |
| 풍향삼거리                                 | 군왕로                                                  | 광주광역시                                                                                               | 북구                                                                                | 국가지원지방도 제55, 60호선과 중복                     |
| 광주교육대학교                             |                                                         | 광주광역시                                                                                               | 북구                                                                                | 국가지원지방도 제55, 60호선과 중복                     |
| 서방사거리                                 | 서암대로 광주광역시도 제6호선 (중앙로)                  | 광주광역시                                                                                               | 북구                                                                                | 국가지원지방도 제55, 60호선과 중복                     |
| 서방삼거리                                 | 서양로                                                  | 광주광역시                                                                                               | 북구                                                                                | 국가지원지방도 제55, 60호선과 중복                     |
| 동강대학교 광주동신중학교 광주동신고등학교 |                                                         | 광주광역시                                                                                               | 북구                                                                                | 국가지원지방도 제55, 60호선과 중복                     |
| 말바우사거리                               | 광주광역시도 제38호선 (서방로)                          | 광주광역시                                                                                               | 북구                                                                                | 국가지원지방도 제55, 60호선과 중복                     |
| 문화동시외버스정류장                       |                                                         | 광주광역시                                                                                               | 북구                                                                                | 국가지원지방도 제55, 60호선과 중복                     |
| 우산119안전센터                            |                                                         | 광주광역시                                                                                               | 북구                                                                                | 국가지원지방도 제55, 60호선과 중복                     |
| 무등도서관사거리                           | 광주광역시도 제39호선 (면앙로)                          | 광주광역시                                                                                               | 북구                                                                                | 국가지원지방도 제55, 60호선과 중복                     |
| 문흥지구입구                               | 광주광역시도 제36호선 (서하로)                          | 광주광역시                                                                                               | 북구                                                                                | 국가지원지방도 제55, 60호선과 중복                     |
| 동광주 나들목 (문화사거리)                 | 25호선 호남고속도로 각화대로                            | 광주광역시                                                                                               | 북구                                                                                | 국가지원지방도 제55, 60호선과 중복                     |
| 광주농산물도매시장                         |                                                         | 광주광역시                                                                                               | 북구                                                                                | 국가지원지방도 제55, 60호선과 중복                     |
| 광주화물터미널                             |                                                         | 광주광역시                                                                                               | 북구                                                                                | 국가지원지방도 제55, 60호선과 중복                     |
| (이름 없음)                                | 군왕로 오문로                                           | 광주광역시                                                                                               | 북구                                                                                | 국가지원지방도 제55, 60호선과 중복                     |
| 도선사입구                                 | 도동로                                                  | 광주광역시                                                                                               | 북구                                                                                | 국가지원지방도 제55, 60호선과 중복                     |
| 석곡동 행정복지센터                        |                                                         | 광주광역시                                                                                               | 북구                                                                                | 국가지원지방도 제55, 60호선과 중복                     |
| 망월교                                     |                                                         | 광주광역시                                                                                               | 북구                                                                                | 국가지원지방도 제55, 60호선과 중복                     |
|                                            | 담양군                                                  | 고서면                                                                                                   |                                                                                     | 국가지원지방도 제55, 60호선과 중복                     |
| 보촌대교 남단                              | 담양군                                                  | 고서면                                                                                                   | 국가지원지방도 제60호선 (창평현로)                                                  | 국가지원지방도 제55, 60호선과 중복                     |
| 보촌대교                                   | 담양군                                                  | 고서면                                                                                                   |                                                                                     | 국가지원지방도 제55호선과 중복                         |
| 원강 교차로                                | 담양군                                                  | 고서면                                                                                                   | 지방도 제887호선 (가사문학로)                                                       | 국가지원지방도 제55호선과 중복 지방도 제887호선과 중복 |
| 유산 교차로                                | 담양군                                                  | 고서면                                                                                                   | 송강정로                                                                            | 국가지원지방도 제55호선과 중복 지방도 제887호선과 중복 |
| 유산교                                     | 담양군                                                  | 고서면                                                                                                   |                                                                                     | 국가지원지방도 제55호선과 중복 지방도 제887호선과 중복 |
|                                            | 담양군                                                  | 봉산면                                                                                                   |                                                                                     | 국가지원지방도 제55호선과 중복 지방도 제887호선과 중복 |
| 연동 교차로                                | 담양군                                                  | 지방도 제887호선 (면양정로)                                                                              |                                                                                     | 국가지원지방도 제55호선과 중복 지방도 제887호선과 중복 |
| 기곡 교차로                                | 담양군                                                  | 창평로                                                                                                   | 국가지원지방도 제55호선과 중복                                                      |                                                        |
| 제월 교차로                                | 담양군                                                  | 영천성도길 제월길                                                                                        | 국가지원지방도 제55호선과 중복                                                      | 무정면                                                 |
| 제월교                                     | 담양군                                                  | | 국가지원지방도 제55호선과 중복                                                      | 무정면                                                 |
|                                            | 담양군                                                  | 담양읍                                                                                                   | 국가지원지방도 제55호선과 중복                                                      |                                                        |
| 도고리                                     | 담양군                                                  | 도고길 용주길                                                                                            | 국가지원지방도 제55호선과 중복                                                      |                                                        |
| 담양공고 교차로                            | 담양군                                                  | 담양로                                                                                                   | 국가지원지방도 제55호선과 중복 담양 나들목과 간접 연결                              |                                                        |
| 백동사거리                                 | 담양군                                                  | 국도 제24호선 (죽향문화로) 국도 제13호선 국도 제15호선 국가지원지방도 제15호선 지방도 제887호선 (무정로) | 국도 제13, 15, 24호선과 중복 국가지원지방도 제55호선과 중복 지방도 제887호선과 중복 |                                                        |
| 담양읍삼거리                               | 담양군                                                  | 국도 제24호선 국가지원지방도 제55호선 (죽향대로)                                                         | 국도 제13, 15, 24호선과 중복 국가지원지방도 제55호선과 중복 지방도 제887호선과 중복 |                                                        |
| 동운삼거리                                 | 담양군                                                  | 지침6길                                                                                                  | 국도 제13, 15호선과 중복 국가지원지방도 제15호선과 중복 지방도 제887호선과 중복     |                                                        |
| 담양공용버스터미널                         | 담양군                                                  | | 국도 제13, 15호선과 중복 국가지원지방도 제15호선과 중복 지방도 제887호선과 중복     |                                                        |
| 중파사거리                                 | 담양군                                                  | 국도 제13호선 국가지원지방도 제15호선 지방도 제887호선 (추성로)                                          | 국도 제13, 15호선과 중복 국가지원지방도 제15호선과 중복 지방도 제887호선과 중복     |                                                        |
| 담양동초등학교                             | 담양군                                                  | |                                                                                     |                                                        |
| 신남정사거리                               | 담양군                                                  | 죽녹원로 추성로                                                                                          |                                                                                     |                                                        |
| 향교교                                     | 담양군                                                  | 객사3길 연화길 향교길                                                                                    |                                                                                     |                                                        |
| 담양종합체육관 전남도립대학교 죽녹원       | 담양군                                                  | |                                                                                     |                                                        |
| 죽녹원후문 교차로                          | 담양군                                                  | 죽향문화로                                                                                               |                                                                                     |                                                        |
| 담양에코하이테크농공단지                   | 담양군                                                  | 태봉로                                                                                                   |                                                                                     |                                                        |
| 장천교                                     | 담양군                                                  | |                                                                                     |                                                        |
|                                            | 담양군                                                  | 용면 |                                                                                     |                                                        |
| 추성교                                     | 담양군                                                  | |                                                                                     |                                                        |
| 추성삼거리                                 | 담양군                                                  | 지방도 제897호선 (추령로)                                                                                |                                                                                     |                                                        |
| 용면사무소                                 | 담양군                                                  | |                                                                                     |                                                        |
| 도림리                                     | 담양군                                                  | 금성산성길                                                                                               |                                                                                     |                                                        |
| 추월산터널                                 | 담양군                                                  | | 연장 146m                                                                           |                                                        |
| 담양호국민관광단지 작은부래기재 용치교     | 담양군                                                  | |                                                                                     |                                                        |
| 용치삼거리                                 | 담양군                                                  | 지방도 제792호선 (가마골로)                                                                              | 지방도 제792호선과 중복                                                             |                                                        |
| 천치재                                     | 담양군                                                  | | 지방도 제792호선과 중복 해발 347m                                                   |                                                        |

이전 노선 (2014년 이전 노선)
- 동구 너릿재터널(상행 615m, 하행 420m) - 지원 교차로

### 전북특별자치도
| 이름                                    | 접속 노선                          | 소재지                               | 소재지                                           | 비고                                                            |
| --------------------------------------- | ---------------------------------- | ------------------------------------ | ------------------------------------------------ | --------------------------------------------------------------- |
| 천치재                                  |                                    | 순창군                               | 복흥면                                           | 지방도 제792호선과 중복 해발 347m                               |
| 답동삼거리                              | 지방도 제792호선 (가인로)          | 순창군                               | 복흥면                                           | 지방도 제792호선과 중복                                         |
| 금평교                                  |                                    | 순창군                               | 쌍치면                                           |                                                                 |
| 쌍갈매 교차로                           | 국도 제21호선 (청정로)             | 순창군                               | 쌍치면                                           | 국도 제21호선과 중복                                            |
| 옥산 교차로                             | 국사봉로                           | 순창군                               | 쌍치면                                           | 국도 제21호선과 중복                                            |
| 시산 교차로                             | 시산길                             | 순창군                               | 쌍치면                                           | 국도 제21호선과 중복                                            |
| 시산1교 시산2교                         |                                    | 순창군                               | 쌍치면                                           | 국도 제21호선과 중복                                            |
| 둔전 교차로                             | 둔전길                             | 순창군                               | 쌍치면                                           | 국도 제21호선과 중복                                            |
| 중안 교차로                             | 둔전2길                            | 순창군                               | 쌍치면                                           | 국도 제21호선과 중복                                            |
| 탕곡 교차로                             | 탕곡길                             | 순창군                               | 쌍치면                                           | 국도 제21호선과 중복                                            |
| 신성 교차로                             | 국가지원지방도 제49호선 (백방로)   | 순창군                               | 쌍치면                                           | 국도 제21호선과 중복 국가지원지방도 제49호선과 중복             |
| 방산 교차로                             | 순정로                             | 순창군                               | 쌍치면                                           | 국도 제21호선과 중복 국가지원지방도 제49호선과 중복             |
| 개운치터널                              |                                    | 순창군                               | 쌍치면                                           | 국도 제21호선과 중복 국가지원지방도 제49호선과 중복 연장 2,205m |
| 개운치터널                              |                                    | 정읍시                               | 내장상동                                         | 국도 제21호선과 중복 국가지원지방도 제49호선과 중복 연장 2,205m |
| 운암교 백석교                           |                                    | 정읍시                               | 내장상동                                         | 국도 제21호선과 중복 국가지원지방도 제49호선과 중복             |
| 백석 교차로                             | 순정로                             | 정읍시                               | 내장상동                                         | 국도 제21호선과 중복 국가지원지방도 제49호선과 중복             |
| 부무 교차로                             | 국가지원지방도 제49호선 (칠보산로) | 정읍시                               | 내장상동                                         | 국도 제21호선과 중복 국가지원지방도 제49호선과 중복             |
| 부무교                                  | 부무길                             | 정읍시                               | 내장상동                                         | 국도 제21호선과 중복                                            |
| 부전교                                  |                                    | 정읍시                               | 내장상동                                         | 국도 제21호선과 중복                                            |
| 내장 교차로                             | 내장산로                           | 정읍시                               | 내장상동                                         | 국도 제21호선과 중복                                            |
| 금붕 교차로                             | 국도 제21호선 (내장산로)           | 정읍시                               | 내장상동                                         | 국도 제21호선과 중복                                            |
| 송산2 교차로                            | 국도 제1호선 (정읍대로)            | 정읍시                               | 내장상동                                         |                                                                 |
| 내장사거리                              | 벚꽃로 금봉1길                     | 정읍시                               | 시기동                                           |                                                                 |
| 정읍고등학교                            | 지방도 제708호선 (정읍사로)        | 정읍시                               | 시기동                                           |                                                                 |
| 달하다리                                | 정읍남로                           | 정읍시                               | 시기동                                           |                                                                 |
| 초산교사거리                            | 관통로                             | 정읍시                               | 시기동                                           |                                                                 |
| 정주교사거리                            | 초산로                             | 정읍시                               | 시기동                                           |                                                                 |
| 샘골다리사거리                          | 남북로                             | 정읍시                               | 연지동                                           |                                                                 |
| 죽림교삼거리                            | 서부로                             | 정읍시                               | 연지동                                           |                                                                 |
| 연지교                                  | 서부산업도로                       | 정읍시                               | 상평동                                           |                                                                 |
| 하모 교차로 (정읍 나들목)               |                                    | 정읍시                               | 하모동                                           |                                                                 |
| 공평 진출입로                           | 이심정길                           | 정읍시                               | 공평동                                           |                                                                 |
| 주천삼거리                              | 국도 제22호선 (소성로)             | 정읍시                               | 용계동                                           |                                                                 |
| 만수 교차로 (만수교)                    | 영원로                             | 정읍시                               | 고부면                                           | 상행 진입 불가 하행 진출 불가                                   |
| 고부터널                                |                                    | 정읍시                               | 고부면                                           | 연장 370m                                                       |
| 두승교                                  |                                    | 정읍시                               | 고부면                                           |                                                                 |
| 입석터널                                |                                    | 정읍시                               | 고부면                                           | 연장 200m                                                       |
| 입석 교차로                             | 영원로                             | 정읍시                               | 고부면                                           |                                                                 |
| 남산교 만화1교 만화2교                  |                                    | 정읍시                               | 고부면                                           |                                                                 |
| 고부 교차로 (고부1교)                   | 지방도 제710호선 (영주로)          | 정읍시                               | 고부면                                           |                                                                 |
| 고부2교 해정교                          |                                    | 정읍시                               | 고부면                                           |                                                                 |
| 성지 교차로 (성지교)                    | 대섭재길                           | 정읍시                               | 영원면                                           |                                                                 |
| 효문교                                  |                                    | 정읍시                               | 영원면                                           |                                                                 |
| 효문 교차로                             | 영원로                             | 정읍시                               | 영원면                                           |                                                                 |
| 갈선교 영원교                           |                                    | 정읍시                               | 영원면                                           |                                                                 |
| 영원 교차로                             | 지방도 제736호선 (구파로)          | 정읍시                               | 영원면                                           |                                                                 |
| 미전교 백양교                           |                                    | 정읍시                               | 영원면                                           |                                                                 |
| 백양 교차로                             | 영원로                             | 정읍시                               | 영원면                                           |                                                                 |
| 도천교                                  |                                    | 정읍시                               | 영원면                                           |                                                                 |
|                                         | 부안군                             | 백산면                               |                                                  |                                                                 |
| 대죽 교차로                             | 부안군                             | 백산면                               | 백산서로                                         |                                                                 |
| 봉동교 평교교                           | 부안군                             | 백산면                               |                                                  |                                                                 |
| 평교 교차로                             | 부안군                             | 백산면                               | 지방도 제705호선 (지운로)                        |                                                                 |
| 오곡교 거룡교                           | 부안군                             | 백산면                               |                                                  |                                                                 |
| 백산 교차로                             | 부안군                             | 백산면                               | 국도 제30호선 (하원로)                           | 국도 제30호선과 중복                                            |
| 군포교                                  | 부안군                             | 백산면                               |                                                  | 국도 제30호선과 중복                                            |
|                                         | 김제시                             | 부량면                               |                                                  | 국도 제30호선과 중복                                            |
| 옥정 교차로                             | 김제시                             | 부량면                               | 국도 제30호선 (석지로) 지방도 제711호선 (죽백로) | 국도 제30호선과 중복                                            |
| 화호천교 대장교 금신교 금화교           | 김제시                             | 부량면                               |                                                  | 국도 제30호선과 중복                                            |
| 벽골제 교차로 (하방교)                  | 김제시                             | 부량면                               | 신흥로                                           |                                                                 |
| 거먹교                                  | 김제시                             | 부량면                               |                                                  |                                                                 |
| 제1포교                                 | 김제시                             |                                      | 죽산면                                           |                                                                 |
| 제1포교                                 | 김제시                             | 교월동                               |                                                  |                                                                 |
| 수월 교차로 (수월1교)                   | 김제시                             |                                      |                                                  |                                                                 |
| 수월2교 갈촌1교                         | 김제시                             |                                      |                                                  |                                                                 |
| 아리랑 교차로 (내촌교)                  | 김제시                             | 화초로                               | 죽산면                                           |                                                                 |
| 연정 교차로                             | 김제시                             | 국도 제23호선 (월죽로)               | 교월동                                           | 국도 제23호선과 중복                                            |
| 명덕교 복죽1교 복죽2교 복죽3교 구산천교 | 김제시                             |                                      | 교월동                                           | 국도 제23호선과 중복                                            |
| 신곡 교차로                             | 김제시                             | 국도 제23호선 (아리랑로) 금만로      | 교월동                                           | 국도 제23호선과 중복                                            |
| 신평천교                                | 김제시                             |                                      | 교월동                                           |                                                                 |
| 석교교                                  | 김제시                             |                                      | 백산면                                           |                                                                 |
| 후석 교차로 (후석IC교)                  | 김제시                             | 석교로                               | 백산면                                           |                                                                 |
| 대동교                                  | 김제시                             |                                      | 만경읍                                           |                                                                 |
| 내죽 교차로 (내죽IC교)                  | 김제시                             | 지방도 제702호선 (능제로)            | 만경읍                                           |                                                                 |
| 월송교 거산교 신금1교 신금2교           | 김제시                             |                                      | 청하면                                           |                                                                 |
| 신금 교차로 (신금3교)                   | 김제시                             | 지방도 제711호선 (만경로)            | 청하면                                           |                                                                 |
| 갈산교                                  | 김제시                             |                                      | 청하면                                           |                                                                 |
| 청하대교                                | 김제시                             |                                      | 청하면                                           |                                                                 |
|                                         | 군산시                             | 대야면                               |                                                  |                                                                 |
| 상리 교차로 (상리교)                    | 군산시                             | 대야면                               | 지방도 제744호선 (남군산로)                      |                                                                 |
| 상리3교 내상교                          | 군산시                             | 대야면                               |                                                  |                                                                 |
| 동군산 나들목 (대야 교차로)             | 군산시                             | 대야면                               | 15호선 서해안고속도로 국도 제21호선 (새만금북로) | 국도 제21호선과 중복                                            |
| 옥석육교                                | 군산시                             | 대야면                               |                                                  | 국도 제21호선과 중복                                            |
|                                         | 군산시                             | 개정면                               |                                                  | 국도 제21호선과 중복                                            |
| 신기교                                  | 군산시                             |                                      |                                                  | 국도 제21호선과 중복                                            |
| 개정 교차로                             | 군산시                             | 국도 제21호선 (새만금북로)           |                                                  | 국도 제21호선과 중복                                            |
| 옥석2교 옥석1교 개정육교                | 군산시                             |                                      |                                                  |                                                                 |
| 최호장군 교차로                         | 군산시                             | 국도 제26호선 (번영로)               |                                                  |                                                                 |
| 와룡육교                                | 군산시                             |                                      |                                                  |                                                                 |
| 송호 교차로 (송호육교)                  | 군산시                             | 지방도 제709호선 (송호로) (아동남로) |                                                  |                                                                 |
| 호덕 교차로 (호덕육교)                  | 군산시                             | 국도 제21호선 국도 제27호선 (구암로) | 국도 제21호선과 중복                             |                                                                 |
| 중흥육교                                | 군산시                             |                                      | 국도 제21호선과 중복                             |                                                                 |
|                                         | 군산시                             | 성산면                               | 국도 제21호선과 중복                             |                                                                 |
| 군산역 교차로                           | 군산시                             | 안정길 해령1길                       | 국도 제21호선과 중복                             | 구암동                                                          |
| 하구둑사거리 (성산육교)                 | 군산시                             | 지방도 제709호선 (철새로) 강변로     | 국도 제21호선과 중복                             | 성산면                                                          |
| 금강하구둑                              | 군산시                             |                                      | 국도 제21호선과 중복                             | 성산면                                                          |

- 자동차 전용도로 구간
  - 김제시 연정 교차로~신곡 교차로(아리랑로)
  - 김제시 신곡 교차로~군산시 대야 교차로(금만로)
  - 군산시 대야 교차로~개정 교차로(새만금북로)

기존 구간 (2020년 이전 노선)
- 김제시입석삼거리 - 입석교차로 - 고부삼거리 - 은선사거리 - 영원면 행정복지센터(영원초등학교) - 운학삼거리 - 외거삼거리 - 평교사거리 - 백산중학교.백산고등학교 - 백산삼거리 - 백산 교차로

- 김제시화호삼거리 - 인상고등학교 - 부량면 행정복지센터 - 벽골제  -  제1신덕교 - 후신 교차로

### 충청남도
| 이름                          | 접속 노선                                                                 | 소재지                                | 소재지                                 | 비고                                                                            |
| ----------------------------- | ------------------------------------------------------------------------- | ------------------------------------- | -------------------------------------- | ------------------------------------------------------------------------------- |
| 금강하구둑                    |                                                                           | 서천군                                | 마서면                                 | 국도 제21호선과 중복                                                            |
| 하구둑사거리                  | 국도 제21호선 (금강로) 국가지원지방도 제68호선 (장산로)                   | 서천군                                | 마서면                                 | 국도 제21호선과 중복 국가지원지방도 제68호선과 중복                             |
| 망월1교                       |                                                                           | 서천군                                | 마서면                                 | 국가지원지방도 제68호선과 중복                                                  |
| 망월1교                       | 화양면                                                                    | 서천군                                |                                        | 국가지원지방도 제68호선과 중복                                                  |
| 망월2교                       |                                                                           | 서천군                                |                                        | 국가지원지방도 제68호선과 중복                                                  |
| 옥포사거리                    | 국가지원지방도 제68호선 (옥포길) 화산로                                   | 서천군                                |                                        | 국가지원지방도 제68호선과 중복                                                  |
| 동서천 나들목                 | 15호선 서해안고속도로 151호선 서천공주고속도로                            | 서천군                                |                                        |                                                                                 |
| 광암삼거리                    | 충절로                                                                    | 서천군                                | 기산면                                 |                                                                                 |
| 한산모시관                    |                                                                           | 서천군                                | 한산면                                 |                                                                                 |
| 지현삼거리                    | 한산모시길                                                                | 서천군                                | 한산면                                 |                                                                                 |
| 한산119안전센터               |                                                                           | 서천군                                | 한산면                                 |                                                                                 |
| 유산 교차로                   | 지방도 제613호선 (한마로) (신성로)                                        | 서천군                                | 한산면                                 |                                                                                 |
| 여사보건진료소                |                                                                           | 서천군                                | 한산면                                 |                                                                                 |
| 벽룡교                        |                                                                           | 서천군                                | 한산면                                 |                                                                                 |
|                               | 부여군                                                                    | 양화면                                |                                        |                                                                                 |
| 벽룡사거리                    | 부여군                                                                    | 양화면                                | 지방도 제723호선 (양화북로) (양화서로) |                                                                                 |
| 양화초등학교 교차로           | 부여군                                                                    | 양화면                                | 국가지원지방도 제68호선 (양화동로)     | 국가지원지방도 제68호선과 중복                                                  |
| 양화중학교                    | 부여군                                                                    | 양화면                                |                                        | 국가지원지방도 제68호선과 중복                                                  |
| 입포삼거리                    | 부여군                                                                    | 양화면                                | 입포로                                 | 국가지원지방도 제68호선과 중복                                                  |
| 탑산리삼거리                  | 부여군                                                                    | 팔충로                                | 임천면                                 | 국가지원지방도 제68호선과 중복                                                  |
| 만사삼거리                    | 부여군                                                                    | 국가지원지방도 제68호선 (부흥로)      | 임천면                                 | 국가지원지방도 제68호선과 중복                                                  |
| 부여전자고등학교              | 부여군                                                                    |                                       | 임천면                                 |                                                                                 |
| (이름 없음)                   | 부여군                                                                    | 성흥로                                | 임천면                                 | 상행 진입 불가 하행 진출 불가                                                   |
| 임천삼거리                    | 부여군                                                                    | 가림로                                | 임천면                                 |                                                                                 |
| 군사삼거리                    | 부여군                                                                    | 성흥로                                | 임천면                                 | 상행 진출 불가 하행 진입 불가                                                   |
| 점리삼거리                    | 부여군                                                                    | 지방도 제611호선 (위덕로) (남성로)    | 임천면                                 |                                                                                 |
| 합곡삼거리                    | 부여군                                                                    | 마정로                                | 장암면                                 |                                                                                 |
| 장암 교차로                   | 부여군                                                                    | 충절로                                | 장암면                                 |                                                                                 |
| 내리 교차로                   | 부여군                                                                    | 국도 제4호선 국도 제40호선 (대백제로) | 규암면                                 |                                                                                 |
| 반산 교차로                   | 부여군                                                                    | 흥수로                                | 규암면                                 |                                                                                 |
| 라복 교차로                   | 부여군                                                                    | 호반로                                | 규암면                                 |                                                                                 |
| 일광천교                      | 부여군                                                                    |                                       | 규암면                                 |                                                                                 |
| 부여 나들목 (부여 교차로)     | 부여군                                                                    | 151호선 서천공주고속도로              | 규암면                                 |                                                                                 |
| 은산 교차로                   | 부여군                                                                    | 지방도 제723호선 (충의로)             | 은산면                                 |                                                                                 |
| 홍산 교차로                   | 부여군                                                                    | 충절로                                | 은산면                                 |                                                                                 |
| 백제CC                        | 부여군                                                                    |                                       | 은산면                                 |                                                                                 |
| 온직삼거리                    | 지천구곡로                                                                | 청양군                                | 남양면                                 |                                                                                 |
| 금정교앞 교차로               | 지방도 제610호선 (구용길)                                                 | 청양군                                | 남양면                                 |                                                                                 |
| 금정삼거리                    | 지방도 제606호선 (만수로)                                                 | 청양군                                | 남양면                                 |                                                                                 |
| 충남도립청양대학              |                                                                           | 청양군                                | 청양읍                                 |                                                                                 |
| 벽천삼거리                    | 문화예술로                                                                | 청양군                                | 청양읍                                 |                                                                                 |
| 벽천 교차로                   | 국도 제36호선 (대청로) 중앙로                                             | 청양군                                | 청양읍                                 | 국도 제36호선과 중복                                                            |
| 송방 교차로                   | 국도 제36호선 (대청로) 구봉로                                             | 청양군                                | 청양읍                                 | 국도 제36호선과 중복                                                            |
| 송방육교 송방1육교            |                                                                           | 청양군                                | 청양읍                                 |                                                                                 |
| 농공단지 교차로               | 충절로                                                                    | 청양군                                | 청양읍                                 |                                                                                 |
| 학당교                        |                                                                           | 청양군                                | 청양읍                                 |                                                                                 |
| 학당교차로                    | 중앙로 청수길                                                             | 청양군                                | 청양읍                                 |                                                                                 |
| 경찰서삼거리 (청양경찰서)     |                                                                           | 청양군                                | 청양읍                                 |                                                                                 |
| 학당1 교차로                  | 여의실길                                                                  | 청양군                                | 청양읍                                 |                                                                                 |
| 학당2 교차로                  | 원학당길                                                                  | 청양군                                | 청양읍                                 |                                                                                 |
| 학골 교차로                   | 원학당길                                                                  | 청양군                                | 청양읍                                 |                                                                                 |
| 신원 교차로                   | 국가지원지방도 제96호선 (용천신원로)                                      | 청양군                                | 비봉면                                 | 국가지원지방도 제96호선과 중복                                                  |
| 중묵 교차로                   | 국가지원지방도 제96호선 (중묵운곡로)                                      | 청양군                                | 비봉면                                 | 국가지원지방도 제96호선과 중복                                                  |
| 중묵교                        |                                                                           | 청양군                                | 비봉면                                 |                                                                                 |
| 저티 교차로                   |                                                                           | 청양군                                | 비봉면                                 |                                                                                 |
| 사점 교차로                   | 충절로                                                                    | 청양군                                | 비봉면                                 |                                                                                 |
| 사점교 원사점교               |                                                                           | 청양군                                | 비봉면                                 |                                                                                 |
| 관산 교차로                   | 옹기터길                                                                  | 청양군                                | 비봉면                                 |                                                                                 |
| 관산교 장재교                 |                                                                           | 청양군                                | 비봉면                                 |                                                                                 |
| 가덕 교차로                   | 충절로                                                                    | 예산군                                | 광시면                                 | 천태삼거리와 연결                                                               |
| 청성교                        |                                                                           | 예산군                                | 광시면                                 |                                                                                 |
| 광시 교차로                   | 지방도 제619호선 (예당로)                                                 | 예산군                                | 광시면                                 |                                                                                 |
| 하장교                        |                                                                           | 예산군                                | 광시면                                 |                                                                                 |
| 노전삼거리                    | 지방도 제619호선 (무한로) (예당로)                                        | 예산군                                | 광시면                                 | 천태사거리와 연결                                                               |
| 노전 교차로                   | 운산1길                                                                   | 예산군                                | 광시면                                 |                                                                                 |
| 노전1 교차로                  | 노전길 운산2길                                                            | 예산군                                | 광시면                                 |                                                                                 |
| 노전2 교차로                  |                                                                           | 예산군                                | 광시면                                 |                                                                                 |
| 월계 교차로                   | 장곡동길                                                                  | 홍성군                                | 장곡면                                 |                                                                                 |
| 대영 교차로                   | 충절로                                                                    | 홍성군                                | 홍동면                                 |                                                                                 |
| 금당 교차로 (금당1교)         | 충절로                                                                    | 홍성군                                | 홍동면                                 |                                                                                 |
| 금당2교 금당3교 신기교        |                                                                           | 홍성군                                | 홍동면                                 |                                                                                 |
| 신기 교차로                   | 광금남로 광금북로 충절로                                                  | 홍성군                                | 홍동면                                 |                                                                                 |
| 만경 교차로                   | 충절로 충절로610번길                                                      | 홍성군                                | 홍동면                                 |                                                                                 |
| 홍동 교차로                   | 충절로                                                                    | 홍성군                                | 홍성읍                                 |                                                                                 |
| 구룡교                        |                                                                           | 홍성군                                | 홍성읍                                 |                                                                                 |
| 구룡 교차로                   | 충절로                                                                    | 홍성군                                | 홍성읍                                 |                                                                                 |
| 입암교                        |                                                                           | 홍성군                                | 홍성읍                                 |                                                                                 |
| 고암 교차로                   | 국도 제21호선 (남부순환로) 충절로                                         | 홍성군                                | 홍성읍                                 | 국도 제21호선과 중복                                                            |
| 영암 교차로                   | 지방도 제609호선 (홍장북로)                                               | 홍성군                                | 홍성읍                                 | 국도 제21호선과 중복                                                            |
| 학계 교차로                   | 대학길                                                                    | 홍성군                                | 홍성읍                                 | 국도 제21호선과 중복                                                            |
| 마온 교차로 (마온교)          | 국도 제21호선 (충서로)                                                    | 홍성군                                | 홍성읍                                 | 국도 제21호선과 중복                                                            |
| 남부터널                      |                                                                           | 홍성군                                | 홍성읍                                 | 연장 약 485m                                                                    |
| 옥암 교차로                   | 내포로                                                                    | 홍성군                                | 홍성읍                                 | 하행 진입 불가                                                                  |
| 구항 교차로                   | 구성남로 구성북로                                                         | 홍성군                                | 구항면                                 |                                                                                 |
| 동산사거리                    | 내포로852번길 내포로853번길                                               | 홍성군                                | 갈산면                                 |                                                                                 |
| 쌍천교                        |                                                                           | 홍성군                                | 갈산면                                 |                                                                                 |
| 홍성 나들목 (갈산 교차로)     | 15호선 서해안고속도로 국도 제40호선 (수덕사로)                            | 홍성군                                | 갈산면                                 | 국도 제40호선과 중복                                                            |
| 상촌 교차로                   | 국도 제40호선 (천수만로) 상촌로                                           | 홍성군                                | 갈산면                                 | 국도 제40호선과 중복                                                            |
| 부기 교차로                   | 갈산로 내포로1031번길                                                     | 홍성군                                | 갈산면                                 |                                                                                 |
| 동성정류소                    |                                                                           | 홍성군                                | 갈산면                                 |                                                                                 |
| 신송 교차로                   | 내포로1721번길                                                            | 홍성군                                | 갈산면                                 |                                                                                 |
| 양천교                        |                                                                           | 서산시                                | 고북면                                 |                                                                                 |
| 정자 교차로                   | 고북4로                                                                   | 서산시                                | 고북면                                 |                                                                                 |
| 고북 교차로                   | 고북3로                                                                   | 서산시                                | 고북면                                 |                                                                                 |
| 도간천교                      |                                                                           | 서산시                                | 고북면                                 |                                                                                 |
| 기포 교차로                   | 고북1로 고북2로                                                           | 서산시                                | 고북면                                 |                                                                                 |
| 날새 교차로                   | 신상날새길                                                                | 서산시                                | 고북면                                 |                                                                                 |
| 신상 교차로                   | 신상날새길                                                                | 서산시                                | 고북면                                 |                                                                                 |
| 휴암 교차로                   | 신성로                                                                    | 서산시                                | 해미면                                 |                                                                                 |
| 해미 교차로                   | 국도 제45호선 국가지원지방도 제70호선 (중앙로) 지방도 제647호선 (남문1로) | 서산시                                | 해미면                                 | 국가지원지방도 제70호선과 중복                                                  |
| 옥거리 교차로                 | 남문2로 서산시도 제6호선 (덕지천로)                                       | 서산시                                | 해미면                                 | 국가지원지방도 제70호선과 중복                                                  |
| 대교                          |                                                                           | 서산시                                | 해미면                                 | 국가지원지방도 제70호선과 중복                                                  |
| (이름 없음)                   | 음암로                                                                    | 서산시                                | 음암면                                 | 국가지원지방도 제70호선과 중복                                                  |
| 신장삼거리                    |                                                                           | 서산시                                | 음암면                                 | 국가지원지방도 제70호선과 중복                                                  |
| 소탐사거리                    | 남부순환로 소탐1로                                                        | 서산시                                | 수석동                                 | 국가지원지방도 제70호선과 중복                                                  |
| (이름 없음)                   | 양열로                                                                    | 서산시                                | 수석동                                 | 국가지원지방도 제70호선과 중복                                                  |
| 석림중사거리 (서산석림중학교) | 동서1로 동서2로                                                           | 서산시                                | 수석동                                 | 국가지원지방도 제70호선과 중복                                                  |
| 석림사거리                    | 지방도 제649호선 (서해로) 중앙로                                          | 서산시                                | 수석동                                 | 국가지원지방도 제70호선과 중복 지방도 제649호선과 중복                          |
| 서중사거리                    | 덕지천로                                                                  | 서산시                                | 수석동                                 | 국가지원지방도 제70호선과 중복 지방도 제649호선과 중복                          |
| 석남사거리                    | 남부순환로 호수공원1로                                                    | 서산시                                | 석남동                                 | 국가지원지방도 제70호선과 중복 지방도 제649호선과 중복                          |
| 예천사거리                    | 국도 제32호선 국도 제77호선 지방도 제649호선 (서해로) 고운로              | 서산시                                | 석남동                                 | 국도 제32, 77호선과 중복 국가지원지방도 제70호선과 중복 지방도 제649호선과 중복 |
| 갈산 교차로                   | 안견로                                                                    | 서산시                                | 부춘동                                 | 국도 제32, 77호선과 중복 국가지원지방도 제70호선과 중복                         |
| 서산종합운동장                | 안견로                                                                    | 서산시                                | 부춘동                                 | 국도 제32, 77호선과 중복 국가지원지방도 제70호선과 중복                         |
| 일람 교차로                   | 국도 제32호선 (외곽순환로)                                                | 서산시                                | 성연면                                 | 국도 제32, 77호선과 중복 국가지원지방도 제70호선과 중복                         |
| 일람사거리                    | 지방도 제634호선 (한월당로) 사연동로                                      | 서산시                                | 성연면                                 | 국도 제77호선과 중복 국가지원지방도 제70호선과 중복 지방도 제634호선과 중복     |
| 일람삼거리                    | 람동길                                                                    | 서산시                                | 성연면                                 | 국도 제77호선과 중복 국가지원지방도 제70호선과 중복 지방도 제634호선과 중복     |
| 오사삼거리                    | 지방도 제634호선 (성연1로)                                                | 서산시                                | 성연면                                 | 국도 제77호선과 중복 국가지원지방도 제70호선과 중복 지방도 제634호선과 중복     |
| (무안교)                      | 무장산업로                                                                | 서산시                                | 성연면                                 | 국도 제77호선과 중복 국가지원지방도 제70호선과 중복                             |
| 중왕 교차로                   | 왕산이로 화천2길                                                          | 서산시                                | 지곡면                                 | 국도 제77호선과 중복 국가지원지방도 제70호선과 중복                             |
| 지곡 교차로                   | 국가지원지방도 제70호선 (백제사신로)                                      | 서산시                                | 지곡면                                 | 국도 제77호선과 중복 국가지원지방도 제70호선과 중복                             |
| 대요 교차로                   | 진충사길 한새지1길                                                        | 서산시                                | 지곡면                                 | 국도 제77호선과 중복                                                            |
| 대산중학교                    |                                                                           | 서산시                                | 대산읍                                 | 국도 제77호선과 중복                                                            |
| 대산1교차로                   | 구진로 가로림로                                                           | 서산시                                | 대산읍                                 | 국도 제77호선과 중복                                                            |
| 명지사거리                    | 국도 제38호선 (명지1로)                                                   | 서산시                                | 대산읍                                 | 국도 제38, 77호선과 중복                                                        |
| 화곡 교차로                   | 국도 제38호선 국도 제77호선 (충의로)                                      | 서산시                                | 대산읍                                 | 국도 제38, 77호선과 중복                                                        |
| 대죽 교차로                   | 대죽1로                                                                   | 서산시                                | 대산읍                                 |                                                                                 |
| 대죽리진입로                  | 죽엽로                                                                    | 서산시                                | 대산읍                                 |                                                                                 |
| 독곶1 교차로                  | 국도 제38호선 (명지1로)                                                   | 서산시                                | 대산읍                                 | 국도 제38호선과 중복                                                            |
| 독곶2 교차로                  | 독곶1로                                                                   | 서산시                                | 대산읍                                 | 국도 제38호선과 중복                                                            |
| 황금산2 교차로                | 독곶논골길 큰들길                                                         | 서산시                                | 대산읍                                 | 국도 제38호선과 중복                                                            |
| 황금산1 교차로                | 독곶해변길                                                                | 서산시                                | 대산읍                                 | 국도 제38호선과 중복                                                            |
| 황금산 교차로                 | 독곶해변길                                                                | 서산시                                | 대산읍                                 | 종점 국도 제38호선과 중복                                                       |

기존 구간 (2008년 이전 노선)
- 홍성군 옥암 교차로 - 옥암교 - 물방아사거리 - 옥암2 교차로 - 홍성우체국 - 홍성사거리 - 오관사거리 - 오관교 - 마구형사거리 - 홍성교육지원청 - 홍성중학교 - 고암 교차로

기존 구간 (2013년 이전 노선)
- 부여군 석동삼거리 - 석동교 - 규암 교차로 - 돌말 교차로 - 규암사거리 - 리교 - 나복삼거리 - 모리교 - 신대리삼거리 - 은산사거리 - 홍산 교차로

## 도로명
전라남도
- 보성군 미력면 보성 나들목~화순군 화순읍 너릿재터널: 화보로

광주광역시
- 광주광역시 동구 너릿재터널~남광주 교차로: 남문로
- 광주광역시 동구 남광주 교차로~북구 서방사거리: 필문대로
- 광주광역시 북구 서방사거리~망월1교: 동문대로

전라남도
- 담양군 고서면 망월1교~담양읍 담양읍삼거리: 죽향대로
- 담양군 담양읍 담양읍삼거리~중파사거리: 중앙로
- 담양군 담양읍 중파사거리~신남정사거리: 추성로
- 담양군 담양읍 신남정사거리~죽향체험마을 교차로: 죽녹원로
- 담양군 담양읍 죽향체험마을 교차로~용면 용치삼거리: 추월산로
- 담양군 용면 용치삼거리~천치재: 가마골로

전북특별자치도
- 순창군 복흥면 천치재~답동삼거리: 가마골로
- 순창군 복흥면 답동삼거리~정읍시 내장상동 부전사거리: 순정로
- 정읍시 내장상동 부전사거리~내장사거리: 내장산로
- 정읍시 내장상동 내장사거리~농소동 주천 교차로: 충정로
- 정읍시 농소동 주천 교차로~고부면 만수 교차로: 영원로
- 정읍시 고부면 만수 교차로~부안군 백산면 평교 교차로: 도로명 미정
- 부안군 백산면 평교 교차로~백산 교차로: 백산로
- 부안군 백산면 백산교차로~김제시 부량면 옥정 교차로: 하원로
- 김제시 부량면 옥정 교차로~교월동 신곡 교차로: 아리랑로
- 김제시 교월동 신곡 교차로~군산시 대야면 대야 교차로: 금만로
- 군산시 대야면 대야 교차로~개정면 개정 교차로: 새만금북로
- 군산시 개정면 개정 교차로~금강하구둑: 금강로

충청남도
- 서천군 마서면 금강하구둑~하구둑사거리: 금강로
- 서천군 마서면 하구둑사거리~기산면 광암삼거리: 장산로
- 서천군 기산면 광암삼거리~부여군 장암면 장암 교차로: 충절로
- 부여군 장암면 장암 교차로~은산면 홍산 교차로: 은암로
- 부여군 은산면 홍산 교차로~홍성군 홍성읍 고암 교차로: 충절로
- 홍성군 홍성읍 고암 교차로~옥암 교차로: 남부순환로
- 홍성군 홍성읍 옥암 교차로~서산시 해미면 해미 교차로: 내포로
- 서산시 해미면 해미 교차로~수석동 석림사거리: 중앙로
- 서산시 수석동 석림사거리~석남동 예천사거리: 서해로
- 서산시 석남동 예천사거리~대산읍 화곡 교차로: 충의로
- 서산시 대산읍 화곡 교차로~황금산 교차로: 평신1로

## 자동차 전용도로 구간
아래 구간은 국토교통부에서 지정한 자동차 전용도로 구간이므로 보행자, 자전거 등은 통행할 수 없다. 이륜자동차 (모터사이클 혹은 오토바이)는 긴급자동차 (싸이카 및 소방용 모터사이클 등)에 한해 통행이 가능하며, 그 밖의 이륜자동차와 경운기, 우마차, 트랙터, 손수레는 통행할 수 없다.
| 도로명 | 시점                                             | 종점                                                 | 총연장 (km) | 차로수 | 지정일           |
| ------ | ------------------------------------------------ | ---------------------------------------------------- | ----------- | ------ | ---------------- |
| 금만로 | 전북특별자치도 김제시 서암동(서암2사거리)        | 전북특별자치도 군산시 대야면 지경리(대야 교차로)     | 14.62       | 4      | 2005년 11월 14일 |
| 금강로 | 전북특별자치도 군산시 개정면 옥석리(개정 교차로) | 전북특별자치도 군산시 개정면 운회리(최호장군 교차로) | 1.9         | 4      | 2005년 11월 14일 |